# Lili Novy
Lili Novy (rojena Elizabeta pl. Haumeder), slovenska in nemška pesnica in prevajalka poezije, * 24. december 1885, Gradec, † 7. marec 1958, Ljubljana.

## Življenje
Rodila se je v Gradcu v plemiški družini Nemcu Guidu Haumederju in Slovenki Ludoviki Ahačič. Njen ded je bil Valentin Zeschko. Njeno šolanje je nekaj časa potekalo v Huthovem zavodu, vendar so jo zaradi neprimernega vedenja odpustili. Najprej se je šolala na domu z zasebnimi učitelji, v poznejših najstniških letih pa je hodila vsako leto na Dunaj k svetovljanski teti Belli.
V Ljubljani se je zabavala v Kazini, kjer je spoznala oficirja Edvarda Wilhelma Gustava Viktorja Novyja Wallersberga in se z njim poročila 20. februarja 1911. V naslednjih dveh letih sta se jima rodili hčerki Nives in Fides. Nekaj časa so živeli na Češkem in na Reki, nato so se preselili nazaj v Ljubljano. Živeli so v starem mestnem jedru Ljubljane, v hiši na Starem trgu 11a, kjer je ob vhodu njen doprsni kip. 20. let 20. stoletja je začela odkrivati slovensko literaturo in kulturo, zlasti slovensko moderno. Mož jo je spodbujal pri pisanju. Ko se je izkazalo, da ima mož sifilis, je stike z njim prekinila. Težko so živeli, zato je za krajši čas odprla mlekarno. Leta 1944 je v skrb dobila otroka hčerke Nives, dvojčka Borisa in Inga. Leta 1945 se je zaposlila v Državni založbi Slovenije kot lektorica. Po vojni so na njeno pobudo v šali ustanovili Ligo lepe lenobe (LLL) kot protest na kulturno ozračje, ki je takrat vladalo.

## Delo
Lili Novy velja za eno najboljših slovenskih pesnic. Pisati je začela že pri šestih letih. Sprva je pisala pesmi zase v nemškem jeziku, vse dokler njenega pesnjenja ni odkril mož in jo spodbudil k objavi. Izbrala je nekaj pesmi in tako so jih leta 1921 izdali v reviji Westermanns Monatshefte. Začela je prevajati dela Otona Župančiča v nemščino. Prevodi so bili posredovani listu Prager Presse, kjer so bili tiskani. Prevedla je tudi celoten Prešernov Sonetni venec v nemščino in velik del Goetheja. Tako je vstopila v svet literature in književnosti.  
Leta 1925 je spoznala kritika Josipa Vidmarja, ki ji je postal njen zvest prijatelj in nepogrešljiv literarni sodelavec. Leta 1929 je napisala edino njeno zbirko nemških pesmi Lilys Gedichte (Liline pesmi) in jo podarila prijateljici Vidi Novak.
Božo Vodušek ji je posvetil sonet Tisti ljubeznivi dami, ki pogreša v mojih pesmih božanske iskre (1933) in povzročil, da je Lili Novy začela pisati slovenske pesmi. Odgovor poetu brez božanske iskre je objavila v Hramovih zapiskih. Svoje prve slovenske pesmi je izročila reviji Sodobnost.
Leta 1933 so jo v klubu PEN nagovorili, da je za kongres v Dubrovniku prevedla nekaj pesmi Cankarja, Župančiča, Ketteja, Murna in Gradnika ter tako svetu predstavila najvidnejše predstavnike slovenske moderne pod naslovom Blätter aus der slovenischen Lyrik.
V letu 1936 je za kongres Mednarodne ženske zveze v Dubrovniku pripravila izbor iz jugoslovanske ženske lirike in dela prevedla v nemščino. Ob samem začetku druge svetovne vojne je pri Akademski založbi izšla njena pesniška zbirka Temna vrata (1941), ki jo je opremil slikar Božidar Jakac.   
Od okupacije leta 1941 ni več uporabljala nemščine kot svoj pesniški jezik.
Napisala je esej o Primožu Trubarju, esej o Otonu Župančiču, črtici Spomin in Bratec in tujec, oceno igre Svet brez sovraštva pesnice Mire Mihelič ter leta 1952 skupaj z Linom Legišo uredila knjigo Lirika v času moderne. Izida svoje druge znamenite pesniške zbirke Oboki (1959), ki jo je pripravljala v času življenja in katere ureditev je zaupala Josipu Vidmarju, ni dočakala. 
V slovenščino je prevedla srbsko narodno pesem Glejte jih, Mateje in knjigo Jovana Jovanovića Zmaja Cekin.

### Mladinska dela
K pisanju pesmi za otroke sta pripomogla vnuka Boris in Ingo Paš, ki ju je vzgajala. Zanje je značilno obilje podob živalskega sveta. Napisala je več del za otroke, nekaj pesniških zbirk: Pika - poka (1968), Majhni ste na tem velikem svetu (1973) in nekaj drugih del: gledališko igro Mojca in živali (1950) skupaj z Vido Taufer ter Slikanica I.–III. (1950–1953).

V Ljubljani je ulica poimenovana po njej.